# Miquel Morera i Darbra
Miquel Morera i Darbra, né à Sarrià le 26 avril 1920 et mort le 5 décembre 2024 est un combattant de la Guerre civile espagnole, volontaire à seize ans dans la Colonne Macià-Companys, sur le front d'Aragon, où il est incorporé comme aide de son père armurier.
Il participe à la bataille de Teruel, où il rencontre Francesc Boix, et à la bataille de Valsequillo avec la 22e division. En 2023 il est décoré par le Gouvernement de Catalogne de la Creu de Sant Jordi.

## Publication
- (ca) Un noi al front. Una joventut trencada (1936-1945), Calafell, Llibres de Matrícula, 2010 (ISBN 978-84-937111-2-2)[4]